# العلاقات البالاوية الغواتيمالية
العلاقات البالاوية الغواتيمالية هي العلاقات الثنائية التي تجمع بين بالاو وغواتيمالا.

## مقارنة بين البلدين
هذه مقارنة عامة ومرجعية للدولتين:
| وجه المقارنة                                              | بالاو                         | غواتيمالا       |
| --------------------------------------------------------- | ----------------------------- | --------------- |
| المساحة (كم2)                                             | 465                           | 108.89 ألف      |
| عدد السكان (نسمة)                                         | 21.73 ألف                     | 17.26 مليون     |
| الكثافة السكانية (ن./كم²)                                 | 4.67 ألف                      | 158.51          |
| العاصمة                                                   | نغيرولمود، كورور              | غواتيمالا       |
| اللغة الرسمية                                             | لغة إنجليزية، اللغة البالاوية | اللغة الإسبانية |
| العملة                                                    | دولار أمريكي                  | كتزال غواتيمالي |
| الناتج المحلي الإجمالي (بليون دولار)                      | 291.54 مليون                  | 75.62 مليار     |
| الناتج المحلي الإجمالي (تعادل القوة الشرائية) بليون دولار | 326.12 مليون                  | 126.21 مليار    |
| الناتج المحلي الإجمالي الاسمي للفرد دولار أمريكي          | 13.50 ألف                     | 3.90 ألف        |
| الناتج المحلي الإجمالي للفرد دولار أمريكي                 | 14.76 ألف                     | 7.45 ألف        |
| مؤشر التنمية البشرية                                      | 0.780                         | 0.627           |
| رمز المكالمات الدولي                                      | +680                          | +502            |
| رمز الإنترنت                                              | .pw                           | .gt             |
| المنطقة الزمنية                                           | ت ع م+09:00                   | 00              |

## منظمات دولية مشتركة
يشترك البلدان في عضوية مجموعة من المنظمات الدولية، منها:
| علم المنظمة | اسم المنظمة                        | تاريخ انضمام بالاو | تاريخ انضمام غواتيمالا |
| ----------- | ---------------------------------- | ------------------ | ---------------------- |
|             | مؤسسة التنمية الدولية              | 16 ديسمبر 1997     | 27 أبريل 1961          |
|             | الأمم المتحدة                      | 15 ديسمبر 1994     | 21 نوفمبر 1945         |
|             | منظمة حظر الأسلحة الكيميائية       | ?                  | ?                      |
|             | مؤسسة التمويل الدولية              | 16 ديسمبر 1997     | 20 يوليو 1956          |
|             | وكالة ضمان الاستثمار متعدد الأطراف | 16 ديسمبر 1997     | 11 يوليو 1996          |
|             | يونسكو                             | 20 سبتمبر 1999     | 2 يناير 1950           |
|             | البنك الدولي للإنشاء والتعمير      | 16 ديسمبر 1997     | 28 ديسمبر 1945         |

## وصلات خارجية
- موقع وزارة الخارجية الغواتيمالية